# Może właśnie Sybilla
Może właśnie Sybilla – pierwszy singel zespołu Madame, wydany przez firmę Tonpress w 1985 roku.

## Lista utworów
1. Może właśnie Sybilla
2. Głupi numer

## Skład
- Robert Gawliński – wokal
- Robert Sadowski – gitara
- Piotr Jóźwiak – gitara basowa
- Krzysztof Dominik – perkusja